# Scopula calotis
Scopula calotis là một loài bướm đêm trong họ Geometridae.